# Jón Arason
Este é um nome islandês. O último nome é um patronímico ou matronímico, não um sobrenome; esta pessoa está devidamente designada pelo nome dado Jón.
Jón Arason (Grýta, 1484 — Skálholt, 7 de novembro de 1550) foi um poeta e bispo católico islandês, que foi executado devido à sua luta contra a imposição da Reforma Protestante na Islândia.

## Juventude
Jón Arason nasceu em Grýta, foi educado em Munkaþverá, a abadia beneditina da Islândia, e foi ordenado padre aproximadamente em 1504. Tendo chamado a atenção de Gottskálk Nikulásson, bispo de Hólar, Arason foi enviado por esse prelado para duas missões na Noruega. Em 1522 ele sucedeu Gottskálk na sé episcopal de Hólar, mas logo foi expulso por outro bispo islandês, Ögmundur Pálsson de Skálholt. O bispo Ögmundur depois se opôs à imposição do luteranismo na Islândia, porém, estando velho e cego nesse tempo, sua oposição foi inexpressiva.
Foi então que Jón Arason tornou-se conhecido por seus grandes talentos e começou a intervir nos assuntos da diocese de Skálholt. Arason teve muitos filhos que lutaram por suas causas figurativamente e depois literalmente. Apesar da obrigação canônica de que os bispos católicos fossem celibatários, a disciplina clerical era muito frouxa na Islândia daquele tempo, por estar muito distante de Roma.

## Atritos com o rei

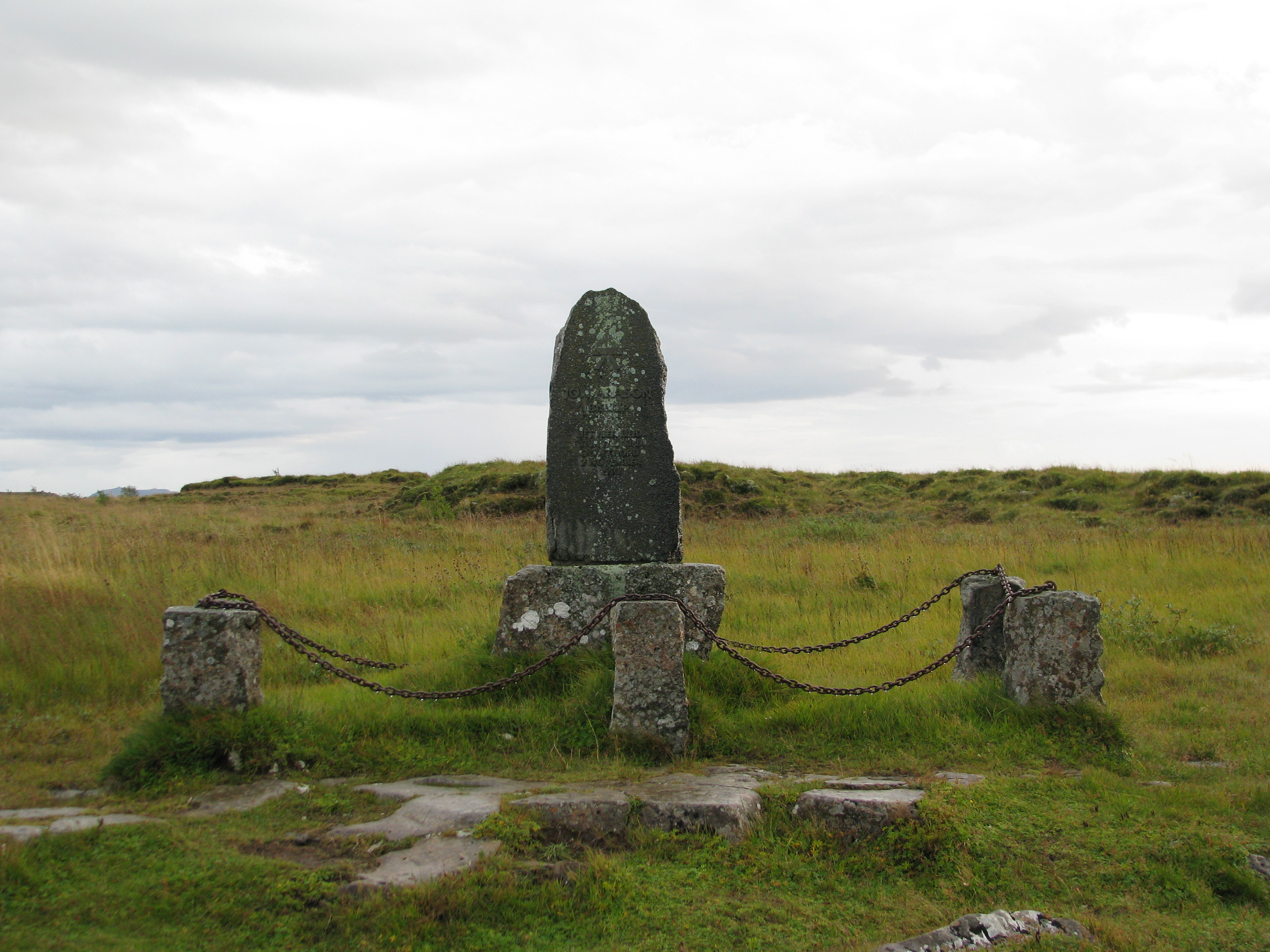
Memorial no local da execução de Jón Arason, em Skálholt, ao sul da Islândia

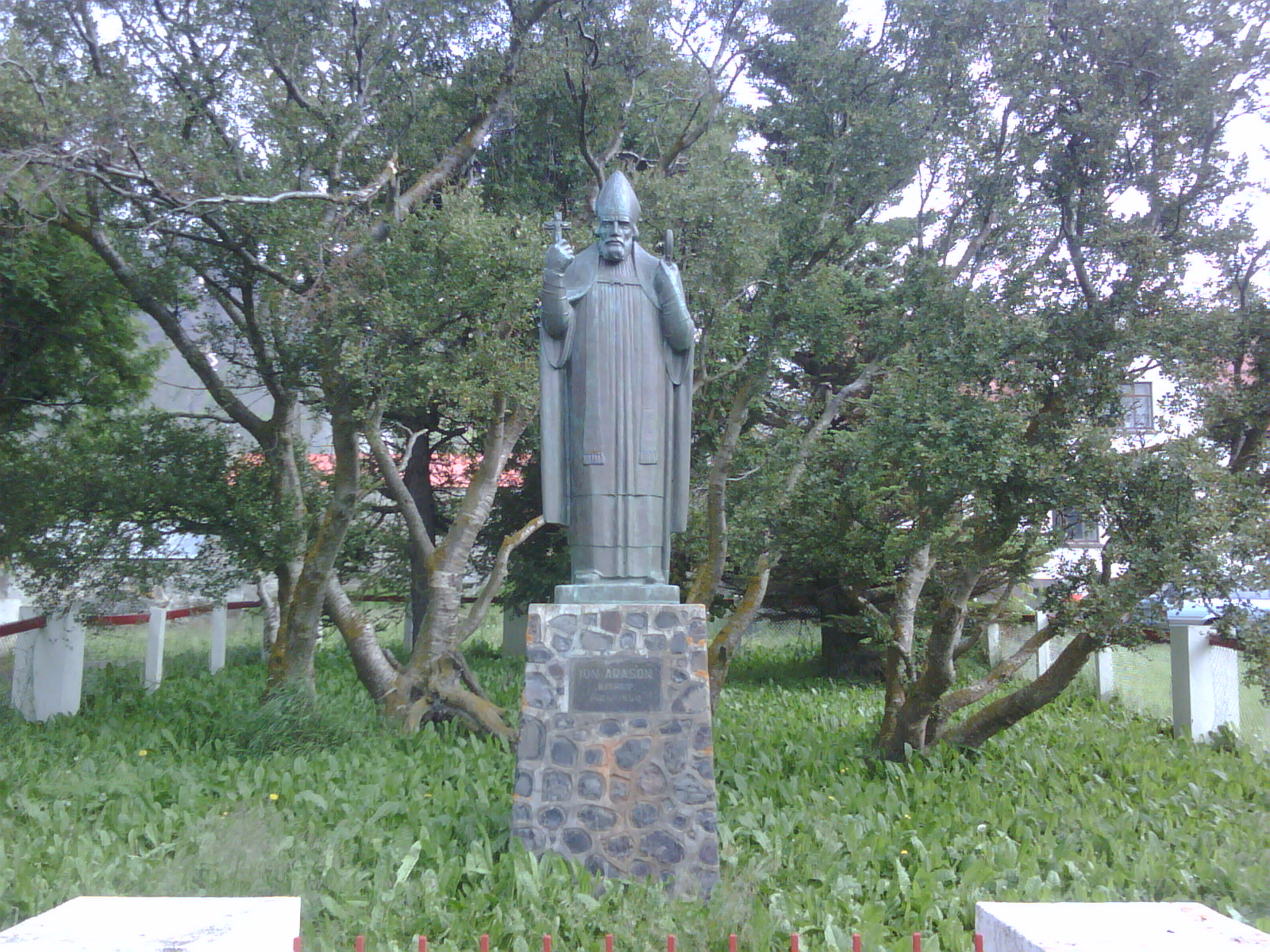
Estátua de Jón Arason, de Guðmundur Einarsson, em Munkaþverá

O bispo Jón Arason envolveu-se em uma disputa com seu soberano, o rei Cristiano III, por causa da recusa do bispo em promover o luteranismo na ilha. Embora inicialmente ele tenha tomado uma posição defensiva em vez de ofensiva sobre o assunto, isso mudou radicalmente em 1548. Nesse ponto, ele e o bispo Ögmundur uniram suas forças para atacar os luteranos. A contribuição do bispo Ögmundur não durou, no entanto, devido a suas enfermidades, e ele rapidamente enfrentou o exílio na Dinamarca.
Acredita-se que a resistência continuada de Jón Arason tenha vindo de uma espécie de nacionalismo primitivo e simples ambição, mais do que movida pela religião. Arason se ressentia dos dinamarqueses terem mudado a paisagem religiosa da Islândia e achava que sua cultura seria menos prejudicada pela permanência católica. Por isso, ele recebeu incentivo de uma carta de apoio do Papa Paulo III para continuar seus esforços contra a causa luterana. Para o papa, isso parece ter sido uma oposição generalizada à disseminação do protestantismo, não necessariamente um apoio às peculiaridades da vida de Jón ou à cultura islandesa. Ainda assim, o encorajamento ajudou a fortalecer a oposição contra os luteranos em uma espécie de guerra civil.
Nesta luta Jón contou com a ajuda de seus filhos ilegítimos, que lutaram com ele em várias batalhas. No entanto, na Batalha de Sauðafell, Jón e dois de seus filhos, Ari e Björn, foram capturados por seu maior adversário, Daði Guðmundsson. Os três foram presos e entregues ao oficial de justiça do rei. Segundo a lenda, ao saber da captura de Jón, uma de suas filhas reuniu suas forças para salvá-lo, mas seus esforços não tiveram sucesso.
Em 1550, Jón, Ari e Björn foram decapitados, encerrando sua campanha por uma Islândia católica. Christian Skriver, o oficial de justiça do rei que pronunciou a sentença de morte do bispo, foi posteriormente morto por pescadores que defendiam a causa de Jón; eles foram persuadidos a assassiná-lo por Þjórunn Jónsdóttir, uma rica líder e filha ilegítima de Jón com sua amante de muitos anos, Helga Sigurðardóttir. Portanto, a morte de Skriver foi mais uma vingança pessoal pela morte de Jón, do que resultado de um conflito sectário entre católicos e luteranos.

## Legado
As lendas afirmam que quando ele estava para ser decapitado, um sacerdote chamado Sveinn estava ao seu lado para oferecer-lhe conforto. Sveinn disse a Jón: Lif er eftir þetta, herra! ("Há uma vida depois desta, senhor!") Jón voltou-se para Sveinn e disse: Veit ég það, Sveinki! ("Isso eu sei, pequeno Sveinn!") Desde veit ég það, Sveinki faz parte do tesouro islandês de ditos, neste caso significando que algo totalmente óbvio foi declarado.
Gunnar Gunnarson escreveu Jón Arason (Copenhagen: Gyldendal, 1930), um relato ficcional da vida de Jón. Originalmente escrito em dinamarquês, o livro foi traduzido para outras línguas.